# 인도 공산당 (마오주의)
인도 공산당 (마오주의)은 인도의 비공식 정당이자, 준군사 조직인 인민해방 유격대를 지도하는 공산주의 정당으로, 인도 정부가 반국가단체로 지정한 게릴라이다.

## 역사
인도 공산당 마오쩌둥파의 역사는 1969년 당시 인도 공산당의 수정주의ㆍ의회주의ㆍ타협주의 노선을 비판하면서 등장한 인도 공산당 마르크스-레닌주의파(약칭 ML당)에서 시작되었다.
ML당은 기존 인도 공산당의 타협주의를 비판했지만, 얼마 안 가 다시 온건파와 급진파로 나눠지게 되었다. 1971년 11월 인도 공산당 ML파 당대회에서 온건파의 수장인 Satyanarayan Singh는 짜루 마줌다르(Charu Majumdar)를 ‘개인 테러주의자’라고 비판하였으며, 짜루 마줌다르는 중앙위원회의 결정으로 당에서 제명당한다. 1974년 Singh는 화궈펑을 지지하고, 중국공산당의 사인방을 비판하였다. 이에 ML당의 각 지역 조직 내에서 중국공산당의 방침에 관한 격한 논쟁이 이어졌고, Singh의 화궈펑 지지에 반발한 ML당 내 급진파는 집단으로 탈당하게 된다. 이들은 1975년에 인도 마오이스트 공산당 중앙파(Maoist Communist Centre of India)를 결성하였고, 각 낙살라이트 무장대와 긴밀하게 협력하였다. 이후 ML당의 급진파를 추가적으로 흡수하였고, 2000년대에 흩어져 있는 농민 반란군 세력을 통합하여 정식으로 출범하였다.
인도 공산당 마오파는 마르크스-레닌-마오주의 및 완고한 비타협주의자이자 낙살라이트의 수장이었던 짜루 마줌다르의 사상을 따르고 있다. 이들은 인도 사회를 미국과 영국을 비롯한 서구 제국주의의 영향력으로 인해 자본주의로의 발전이 극도로 정체되고 있는 반봉건신식민자본주의(半封建新植民資本主義)로 규정하며, 인민민주주의 혁명을 통하여 인도에 프롤레타리아 독재로 나아가기 위한 인민민주국가를 수립하는 것을 목표로 한다. 그리고 이 목표는 오로지 무장 투쟁을 동반한 폭력을 통해서만 달성할 수 있다고 선전한다. 인도 공산당 마오파는 이 노선을 마오쩌둥 사상에 근거해서 신민주주의(新民主主義) 노선이라고 명명했으며, 바로 프롤레타리아 독재로 나아가야 한다는 계파와 다르게, 반제애국적 소상인 및 소농·영세농과의 통일전선을 추구하고 있다.
현재 인도 북부 및 동부 지역에서 활동하는 공산주의 게릴라인 낙살라이트는 이들의 직접적인 지도를 받고 있다. 낙살라이트는 인도 낙살바리 지역의 소작쟁의를 주도했던 농민 지도자들에 의해 성립된 반군 조직인데, 1980년대부터 적지 않은 규모의 게릴라 전선을 구축하였으며, 인도 공산당 마오파의 공식 창당 이후에는 인민해방유격대(People's Liberation Guerrilla Army)에 소속되어 당의 지도를 받고 있다. 인도 정부는 인민해방유격대를 진압하는 과정에서 공공 기관을 쳐부수고, 수많은 공산당원을 잔인하게 고문하고 대량학살하는 만행을 저지르고 있다.
인도정부는 낙살라이트에 대한 백색테러를 하는 작전명을 'Green Hunt'(녹색 사냥 작전)이라고 한다. 이 작전으로 인해 2005년에서 2014년 사이에 공산당원 2,111 명과 무고한 민간인 2,667 명이 학살당했다.

## 조직
13명 또는 14명으로 구성된 정치국(Politburo)이 제일 상급 조직이며, 정치국원은 중앙위원회(Central Committee) 위원 및 이미 재임 중인 정치국원들 사이의 논의를 통해 임명된다. 중앙위원회는 최소 32명에서 최대 45명 사이의 규모인데, 현재 수많은 중앙위원회 위원들이 체포되었기에 그 수는 훨씬 줄어들었을 것으로 예상되고 있다. 중앙위원회 위원은 당대회를 통해 선출된다.
군사 관할 당 조직은 중앙군사위원회(Central Military Commission)가 있다. 중앙군사위원회는 인민해방유격대 전체를 지휘하고 있으며, 위원은 중앙위원회가 임명하는데, 대부분 중앙위원회 위원 및 정치국원이 겸직을 한다. 중앙군사위원회의 주석은 정치국원 서기국의 장이 겸직하며, 현재는 Nambala Keshava Rao가 중앙군사위원회의 주석으로, 인도 공산당 마오파의 실질적인 지도자라고 할 수 있다. 중앙위원회 산하에는 직접적인 관리를 받는 출판국이 존재한다. 출판국은 주로 마오쩌둥 사상 서적 및 이오시프 스탈린의 변증법적 유물론 서적을 번역 및 비밀리에 유통하고 있다.

## 활동
주요 활동 지역은 붉은 회랑이라 불리는 인도 동부(서벵갈, 자르칸드, 안드라프라데시)이나, 중앙부에서 일부 활동하고 있다. 가장 활동이 왕성한 지역은 차티스가르 주이다. 이들이 주요 활동 지역으로 설정한 지구는 인도 사회에서 가장 소외되었으며, 동시에 극심한 빈곤을 겪고 있다. 이러한 이유로 인해 주민들 역시 인도 공산당 마오파에 대한 친화력이 상당히 강한 것으로 알려져 있다. 인도 정부는 해당 지역이 갖고 있는 사회 문제의 근본을 해결하기보단, 공산주의자에 대한 백색 테러로 일관하고 있다.
각 지역마다 지역당 지도부가 존재하는데, 서벵갈 지역의 지도부는 가장 극좌적인 지도부로, 정부 인사 및 악질 지주, 힌두교 지도자에 대한 신속한 인민재판을 통해 빈농의 지지를 받고 있다. 게릴라 규모는 2013년 기준으로 야전병력이 약 1만 명, 민병대는 약 38,000 명으로 추산되고 있으며, 인도 공산당 마오파의 지도를 받지 않는 낙살라이트까지 합하면 그 규모가 더 클 것으로 예상된다.

### 국제
인도 공산당 마오파는 네팔 공산당 일부 계파의 지지를 받고 있으며, 특히 정책 연구 면에서 긴밀한 협력 관계에 있으나, 네팔 공산당이 공식적으로 인도 공산당 마오파를 지지하는 것은 아니다. 인도 공산당 마오파도 또한 네팔 공산당이 우경주의와 수정주의에 빠졌다고 비판하고 있으며, 공식적인 연계를 부정하고 있다.
2010년 인도 관련 국제 보고서에 따르면, 인도 공산당 마오파는 필리핀 공산당과 군사적 협력 관계를 맺고 있으며, 연합 군사 훈련을 조직하고 꾸준히 실시하고 있는 것으로 확인된다.

### 범죄
산하 낙살라이트는 당 자금을 마련하기 위해 범죄 행위에 가담하며, 이러한 행위는 당의 지시에 의한 것으로 알려져 있다.
이들이 주요 활동 지역으로 설정한 지구 내에 존재하는 상류층의 재산권을 침해하고, 사유지를 마음대로 소작농에게 분배하여 인도 헌법의 기본권을 침해한다는 비판을 받는다. 또한, 생존권을 침해하기도 하는데, 당의 입지를 강화하기 위해 종종 인민재판을 실시하며, 공공연한 학살을 저지르기도 한다.
한편, 차티스가르 주에서 활동하는 우익 민병대, 친(親)정부 민병대가 공산당을 진압하는 과정에서 수많은 주민을 학살하고 여성을 강간하고 있으며, 공산당이 분배한 농경지를 다시 지주에게 환수하는 조치를 취하고 있기에 차티스가르 주 주민은 인도 공산당 마오파를 더욱 지지하는 경향이 늘고 있다. 2011년 7월 5일 인도 대법원은 차티스가르 지역의 우익 민병대 활동이 위헌이라고 판결하였으며, 이들에 대한 주 정부의 지원을 중단할 것을 명령하였다.